# カッサーノ・スピーノラ
カッサーノ・スピーノラ（伊: Cassano Spinola）は、イタリア共和国ピエモンテ州アレッサンドリア県にある、人口約1,900人の基礎自治体（コムーネ）。
コムーネ統廃合 (it:Fusione di comuni italiani) により、2018年1月1日にガヴァッツァーナを編入した。

## 地理

### 位置・広がり
| 隣接するコムーネは以下の通り。 - カレッツァーノ - ノーヴィ・リーグレ - ポッツォーロ・フォルミガーロ - サンターガタ・フォッシーリ - サルディリアーノ - セッラヴァッレ・スクリーヴィア - スタッツァーノ - ヴィッラルヴェルニア |

### 地震分類
イタリアの地震リスク階級 (it) では、3 に分類される
。

## 行政

### 分離集落
カッサーノ・スピーノラには、以下の分離集落（フラツィオーネ）がある。
- Gavazzana, Guacciorna, Santa Maria di Castiglione, Selva, Giochini